# ارتاسنگ

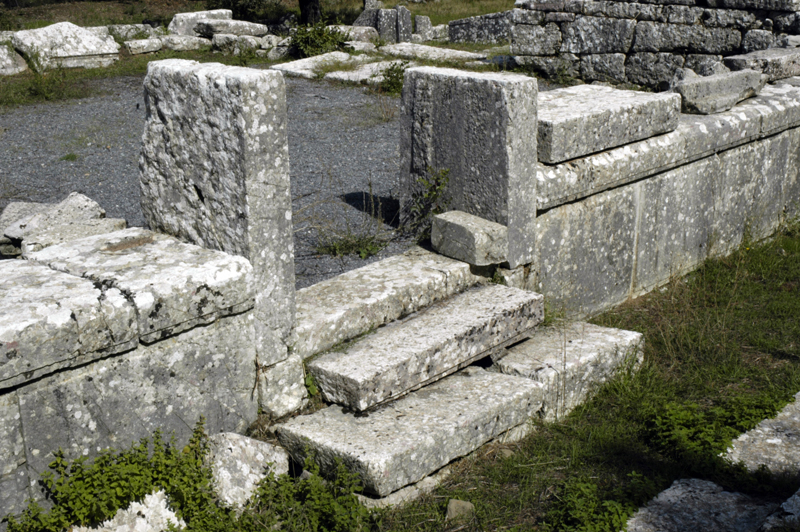

در معماری کلاسیک یونان، اَرتاسنگ تکه سنگی بلند است که برای بخشهای پایینی دیوار استفاده می‌شود. در معماری یونانی معمول است که یک جفت ارتاسنگ یکی برای نمای بیرون و دیگری برای درون دیوار استفاده می‌شود.